# Corynoptera didymistyla
Corynoptera didymistyla är en tvåvingeart som beskrevs av Werner Mohrig 1999. Corynoptera didymistyla ingår i släktet Corynoptera och familjen sorgmyggor. Inga underarter finns listade i Catalogue of Life.